# Revie Plan
Le Revie Plan est le nom d'un système tactique utilisé par l'équipe de football de Manchester City au cours des années 1950. Le système est dénommé d'après le nom du joueur de Manchester City Don Revie, qui avait le rôle déterminant dans cette tactique.
En 1953, le football britannique est marqué par la lourde victoire de l'équipe de Hongrie contre l'Angleterre au stade de Wembley sur le score de 6–3.
Le Revie Plan consistait en une variante de la tactique utilisée lors de ce match par les Hongrois, utilisant Don Revie comme un attaquant de soutien à l'instar de Nándor Hidegkuti. Revie commence les actions offensives de l'équipe en se projetant à partir du centre du terrain où il reçoit le ballon, ce qui permet de mettre le défenseur central devant le marquer hors de position.
Ce système est d'abord mis en place au sein de l'équipe réserve de Manchester City, qui reste invaincue pendant les 26 matchs de la saison 1953–54 suivant l'utilisation de ce système. Avant le début de la saison 1954–55, le manager de Manchester City, Les McDowall, fait commencer le stage d'avant-saison deux semaines avant la date habituelle pour essayer cette innovation tactique. Lors du premier match où Manchester City utilise cette tactique, l'équipe connait une lourde défaite 5–0, mais elle devient de plus en plus efficace au fur et à mesure que les joueurs se familiarisent avec celle-ci. L'utilisation de cette tactique permet à Manchester City d'atteindre la finale de la Coupe d'Angleterre 1954–1955, mais perd contre Newcastle United 3–1. L'année suivante, Manchester City atteint à nouveau la finale que l'équipe remporte face à Birmingham City.